# Петар Костић (етнолог)
Петар Костић  (Крагујевац, 1932) српски је  етнолог. Био је кустос, виши кустос и музејски саветник у Етнографском музеју у Београду. Радни век је завршио на месту руководиоца библиотеке Етнографског музеја у Београду. Петар Костић је један од бољих познавалаца годишњих обичаја Срба.

## Биографија
Петар Костић је рођен у Крагујевцу 1932. Растао је и школовао се у Новом Саду и Београду. У Београду је завршио Прву београдску гимназију а 1973. и Етнологију на Филозофском факултету. Запослио се у Етнографском музеју у Београду у коме је провео цео радни век. Живи у Београду.

## Истраживања
Знања је стицао проучавајући свјетске етнологе, антропологе и социологе религије као што су (Лубор Нидерле, Сергеј Токарев, Мирча Елијаде), kao и еминентне српске етнологе на челу са Вуком Стефановићем Караџићем, и плејадом врхунских стручњака у овој области : Јован Цвијић , Јован Ердељановић, Веселин Чајкановић , Јевто Дедијер, Владимир Дворниковић, Петар Влаховић, Шпиро Кулишић... Како ова научна област поред кабинетског рада захтева стална проучавања извора, Петар Костић је добар део свога радног века провео на терену у истраживањима.
Истраживао је изворе - народно предање и преживеле артефакте и предмете материјалне културе. Стрпљиво и аналитички је све време запамћивао народне обичаје по Србији. Својим магнетофоном је бележио против заборава, сећања најстаријих становника од Пештера и Старог Влаха, преко Драгачева и Шумадије. Траке са овим драгоценим садржајима се чувају у Етнографском музеју у Београду и многе од њих чекају да буду проучене.
Проналазио је, скупљао и уређивао етнографски материјал налажен по целој Србији. Систематизовао га је , регистровао и правио збирке.
О резултатима својих истраживања писао је у бројним научним и стручним радовима, каталозима и новинским чланцима. Направио је 10-ак ауторских изложби. Био је консултант такође и у 10-ак етнолошких филмова.

## Радови
Непрекидно су његови научни радови публиковани у Гласнику Етнографског музеја у Београду и објављивани као сепарати. Део публикованих радова:
- Порекло и значење годишњих обичаја , Београд, 1972.
- Пас полаженик, Београд, 1986.
- Годишњи обичаји, Београд, 1989.
- Годишњи обичаји у Срба, Београд, 1993.
- Годишњи обичаји у Драгачеву, околини Чачка и Г. Милановца, Београд, 1996.

Често је консултован и обимно цитиран у стручној литератури.

## Изложбе
Све време је осмишљавао и постасвљао етнолошке изложбе у Београду, широм Србије, али и у иностранству. (Каталози о овим изложбама су смештени у архиви Етнографског музеја у Београду и у приватној збирци аутора). Део његовог изложбеног рада:
- „El arte popular de Yugoslavia", Национални музеј у Боготи, август 1973. - Репрезентативна изложба народне уметности Југославије.
- Лазарице у селу Сурлици , Манакова кућа, Београд, мај 1982.
- Обреди и веровања српског народа, Београд, Народна библиотека Србије, април,1986. (коаутор Олга Стевановић)
- Ватра у обичајима и веровањима у Србији, Београд, 1987.
- Ватра у обичајима и веровањима у Србији, Београд, 1990. (коаутори Јасна Бјеладиновић-Јергић и Љубомир Рељић)[1]

## Етнолошки филм
Учествовао је у настајању српског етнолошког филма. У десетак филмова је стручни консултант. У филму Вучари, у режији Иље Сланог, дао је свој допринос такође као консултант. Филм је добио прву награду на Канском фестивалу етнолошког филма. Видео записи ових етнолошких филмова су трајно смештени у ахриву Етнографског музеја у Београду.
Последње године свог радног века, све до пензионисања, провео је као руководилац библиотеке Етнографског музеја у Београду.